# مارتين ميركلانز
مارتين ميركلانز كاستيلانوس (بالإسبانية: Martin Merquelanz) هو لاعب كرة قدم إسباني من مواليد 12 يونيو 1995 يلعب حاليا مع نادي ميرانديس معارا من ريال سوسيداد.

## روابط خارجية
- مارتين ميركلانز على موقع قاعدة بيانات كرة القدم.إي يو (الإنجليزية)
- مارتين ميركلانز على موقع Soccerway.com (الإنجليزية)